# Ofensiva da primavera de 1945 na Itália
A ofensiva da primavera de 1945 na Itália, codinome Operação Grapeshot, foi o ataque final dos Aliados durante a Campanha Italiana nos estágios finais da Segunda Guerra Mundial.  O ataque na planície da Lombardia pelo 15º Grupo de Exércitos Aliados começou em 6 de abril de 1945 e terminou em 2 de maio com a rendição das forças alemãs na Itália.

## Contexto
Os Aliados lançaram sua última grande ofensiva na Linha Gótica em agosto de 1944, com o Oitavo Exército Britânico (Tenente-General Oliver Leese) atacando a planície costeira do Adriático e o Quinto Exército dos EUA (Tenente-General Mark Clark) atacando através do montanhas centrais dos Apeninos. Embora tenham conseguido romper as formidáveis defesas da Linha Gótica, os Aliados não conseguiram invadir o Vale do Pó antes que o clima de inverno impossibilitasse novas tentativas. As formações avançadas aliadas passaram o resto do inverno de 1944 em condições inóspitas enquanto os preparativos eram feitos para uma ofensiva de primavera em 1945.

### Mudanças de comando
Quando o Marechal de Campo Sir John Dill, chefe da Missão Britânica em Washington, DC, morreu em 5 de novembro, o Marechal de Campo Sir Henry Maitland Wilson foi nomeado seu substituto. O General Harold Alexander, tendo sido promovido a Marechal de Campo, substituiu Wilson como Comandante Supremo Aliado do Mediterrâneo em 12 de dezembro. Clark sucedeu Alexander como comandante das forças aliadas na Itália (renomeado 15º Grupo de Exércitos), mas sem promoção. O tenente-general Lucian Truscott, comandante do VI Corpo dos EUA desde a Batalha de Anzio e a captura de Roma para a Alsácia, desembarcou no sul da França durante a Operação Dragão e voltou à Itália para assumir o comando do Quinto Exército.
Em 23 de março, Albert Kesselring foi nomeado Comandante Chefe do Oeste, substituindo o Marechal de Campo Gerd von Rundstedt. Heinrich von Vietinghoff voltou do Báltico para substituir Kesselring e Traugott Herr, o experiente comandante do LXXVI Panzer Corps, assumiu o 10º Exército. Joachim Lemelsen, que havia comandado temporariamente o 10º Exército, voltou a comandar o 14º Exército.

### Ordens de batalha
A escassez de mão de obra aliada continuou em outubro de 1944. A 4ª Divisão de Infantaria indiana foi enviada para a Grécia e a 4ª Divisão de Infantaria britânica os seguiu em novembro junto com a 139ª Brigada da 46ª Divisão de Infantaria britânica. O resto da divisão seguiu em dezembro junto com a 3ª Brigada Grega de Montanha. No início de janeiro de 1945, a 1ª Divisão de Infantaria britânica foi enviada para a Palestina e no final do mês o 1° Corpo Canadense e a 5ª Divisão de Infantaria britânica receberam ordens para o noroeste da Europa. Isso reduziu o Oitavo Exército, agora comandado pelo tenente-general Richard McCreery, a sete divisões. Duas outras divisões britânicas deveriam segui-los para o noroeste da Europa, mas Alexandre os manteve na Itália.
O Quinto Exército dos Estados Unidos havia sido reforçado entre setembro e novembro de 1944 com a 1ª Divisão Brasileira, e em janeiro de 1945, com a especializada 10ª Divisão de Montanha dos Estados Unidos.  A força aliada totalizou 17 divisões e oito brigadas independentes (incluindo 4 grupos italianos de voluntários do Exército Co-Beligerante italiano que foram equipados e treinados pelos britânicos), equivalente a pouco menos de 20 divisões. A força de racionamento do 15º Grupo de Exércitos era de 1.334.000 homens, o Oitavo Exército tinha uma força efetiva de 632.980 homens e o Quinto Exército 266.883. 
Em 9 de abril, o Eixo na Itália tinha 21 divisões alemãs muito mais fracas e quatro divisões do Exército Nacional Republicano Italiano (ENR), com cerca de 349.000 soldados alemães e 45.000 italianos. Havia outros 91.000 soldados alemães nas linhas de comunicação, e os alemães comandavam cerca de 100.000 policiais italianos.   Três das divisões italianas foram alocadas para o Exército da Ligúria sob o comando de Rodolfo Graziani, que guardava o flanco ocidental voltado para a França. Finalmente, a quarta divisão estava com o 14º Exército em um setor considerado menos provável de ser atacado. 

### Plano de ataque

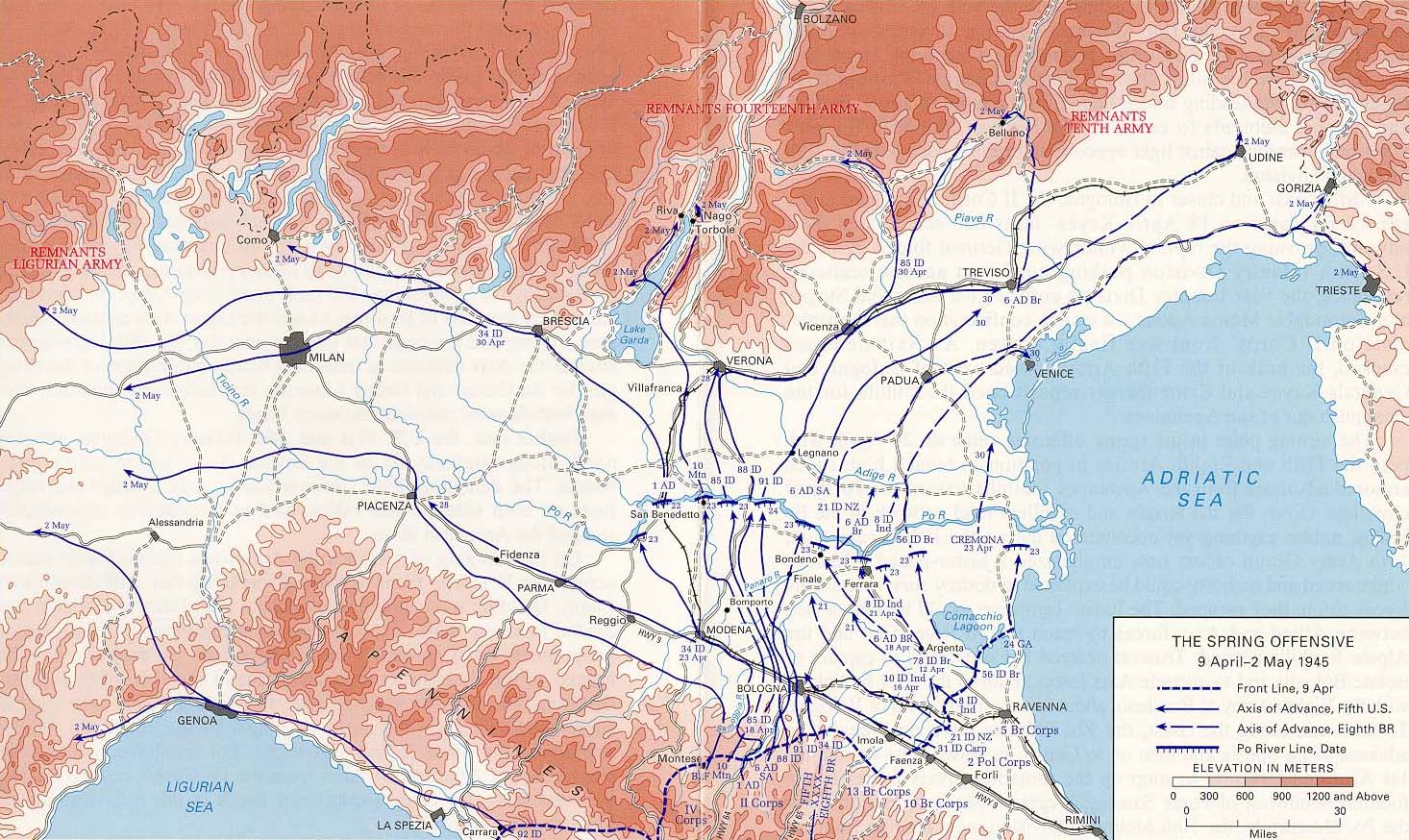
Ofensiva Aliada da Primavera de abril de 1945: Observe que 21 ID NZ é na verdade a 2ª Divisão da Nova Zelândia

Em 18 de março, Clark estabeleceu seu plano de batalha. Seu objetivo era "destruir o número máximo de forças inimigas ao sul do Pó, forçar travessias do Pó e capturar Verona".  Na Fase I, o Oitavo Exército cruzaria os rios Senio e Santerno e depois faria uma investida dupla, uma em direção a Budrio paralela à estrada de Bolonha, Rota 9 (a Via Emilia) e a outra a noroeste ao longo da Rota 16, a Via Adriatica , em direção a Bastia e o Argenta Gap, que era uma estreita faixa de terreno seco através da terra inundada a oeste do Lago Comacchio.
Uma operação anfíbia através do lago e lançamento de pára-quedas traria pressão sobre o flanco e ajudaria a quebrar a posição Argenta. Dependendo do sucesso relativo dessas ações, seria tomada uma decisão sobre se o objetivo principal do Oitavo Exército se tornaria Ferrara na Via Adriatica ou permanecer Budrio. O Quinto Exército dos EUA deveria lançar o esforço principal do Grupo de Exércitos com 24 horas de antecedência, dois dias após o ataque do Oitavo Exército, e invadir o vale do Pó. A captura de Bolonha foi encarada como uma tarefa secundária. 
Na Fase II, o Oitavo Exército deveria dirigir para o noroeste para capturar Ferrara e Bondeno, bloqueando rotas de retirada potencial através do Pó. O Quinto Exército dos EUA deveria passar por Bolonha, ao norte, para se conectar com o Oitavo Exército na região de Bondeno, para completar o cerco das forças alemãs ao sul do Pó. O Quinto Exército deveria fazer uma investida secundária mais a oeste em direção a Ostiglia, o ponto de passagem no Pó da rota principal para Verona.  A Fase III envolveu o estabelecimento de pontes através do Pó e a exploração ao norte.
O plano do Oitavo Exército (Operação Buckland) teve que lidar com a difícil tarefa de atravessar o Senio, com seus bancos artificiais elevados variando entre 6m e 12m de altura e favo de mel com túneis e bunkers dianteiros e traseiros. O V Corps recebeu ordens de atacar a saliência formada pelo rio na linha aliada em Cotignola. À direita da saliência do rio estava a 8ª Divisão de Infantaria Indiana, reprisando o papel que desempenharam ao cruzar o Rapido na batalha final de Monte Cassino. À esquerda da 8ª Divisão Indiana, à esquerda da saliência, a 2ª Divisão da Nova Zelândia atacaria através do rio para formar uma pinça. À esquerda do V Corpo, na Rota 9, o II Corpo Polonês ampliaria ainda mais a frente atacando através do Senio em direção a Bolonha. Os poloneses estavam desesperadamente sem força no outono de 1944, mas receberam 11.000 reforços durante os primeiros meses de 1945, principalmente de conscritos poloneses do exército alemão feitos prisioneiros na Batalha da Normandia. 
Uma vez atravessado o Senio, as divisões de assalto deveriam avançar para cruzar o Santerno. Assim que o Santerno fosse cruzado, a 78ª Divisão de Infantaria britânica repetiria seu papel de Cassino e passaria pela cabeça de ponte estabelecida pelos índios e neozelandeses e seguiria para Bastia e a lacuna de Argenta, 23km atrás do Senio, onde a terra seca se estreitava para uma frente de apenas 5km, delimitada à direita pelo Lago Comacchio, uma enorme lagoa que corre para a costa do Adriático e à esquerda por um pântano. Ao mesmo tempo, a 56ª Divisão de Infantaria britânica (Londres) lançaria o ataque de flanco anfíbio ao longo do Lago Comacchio. No flanco esquerdo do V Corpo, a Divisão da Nova Zelândia avançaria para a esquerda do pântano no lado oeste de Argenta enquanto a 8ª Divisão de Infantaria Indiana passaria na reserva do exército. 
O plano do Quinto Exército (Operação Artesão) previa um impulso inicial do IV Corpo ao longo da Rota 64 para endireitar a frente do exército e atrair as reservas alemãs para longe da Rota 65. O II Corpo então atacaria ao longo da Rota 65 em direção a Bolonha. O peso do ataque então mudaria para o oeste novamente para invadir o vale do Pó contornando Bolonha. 

## Batalha

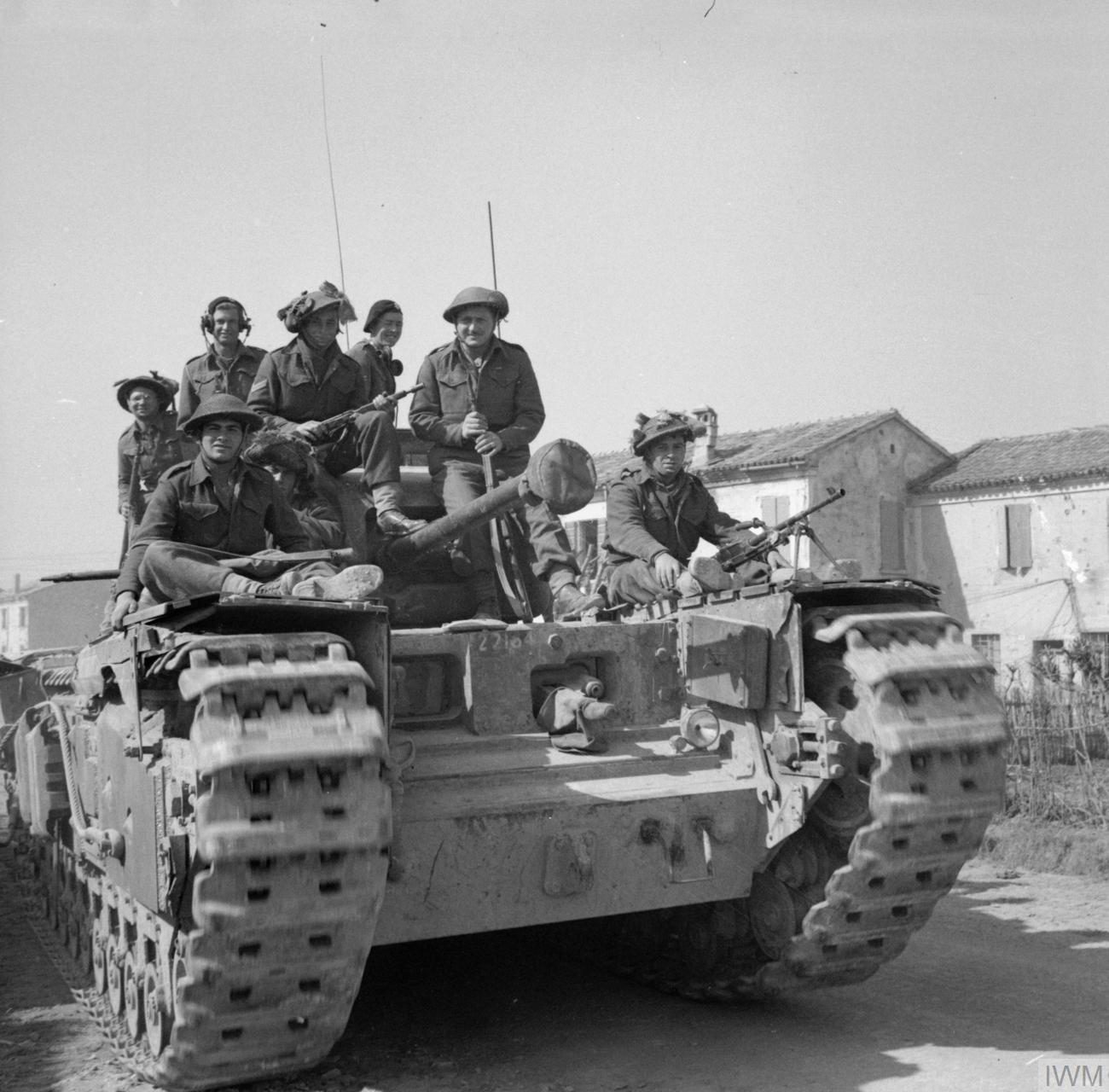
Homens da Brigada Judaica cavalgam em um tanque Churchill no setor Mezzano-Alfonsine, 14 de março de 1945.

Na primeira semana de abril, ataques de distração foram lançados na extrema direita e esquerda da frente aliada para afastar as reservas alemãs dos ataques principais. A Operação Roast foi um ataque da 2ª Brigada de Comando e tanques para capturar o istmo de terra na fronteira com o Lago Comacchio e tomar o Porto Garibaldi no lado norte do lago. Danos a outras infraestruturas de transporte forçaram as forças do Eixo a usar rotas marítimas, fluviais e de canais para abastecimento. Durante esse tempo, a navegação do Eixo estava sendo atacada em bombardeios como a Operação Bowler.
A preparação para o ataque principal começou em 6 de abril com bombardeio de artilharia pesada contra as defesas Senio. No início da tarde de 9 de abril, 825 bombardeiros pesados lançaram bombas de fragmentação na zona de apoio atrás do Senio, seguidos por bombardeiros médios e caças. Das 15h20 às 19h10, cinco barragens de artilharia pesada foram disparadas cada uma com duração de 30 minutos, intercaladas com ataques de caças-bombardeiros. Em apoio às operações da Nova Zelândia, 28 veículos Churchill Crocodiles e 127 Wasp lança-chamas foram implantados ao longo da frente.   A 8ª Divisão de Infantaria Indiana, a 2ª Divisão da Nova Zelândia e a 3ª Divisão dos Cárpatos (na frente do Corpo Polonês na Rota 9) atacaram ao anoitecer. Na luta foram duas Cruzes Vitória conquistadas pela 8ª Divisão de Infantaria Indiana. Chegaram ao Santerno, 3.5 mi (5.6 km) além, na madrugada de 11 de abril. Os neozelandeses chegaram ao Santerno ao anoitecer de 10 de abril e conseguiram fazer a travessia na madrugada de 11 de abril. Os poloneses também fecharam o Santerno na noite de 11 de abril 
No final da manhã de 12 de abril, após um ataque noturno, a 8ª Divisão de Infantaria Indiana foi estabelecida do outro lado do Santerno e a 78ª Divisão de Infantaria iniciou sua passagem para fazer o ataque a Argenta. Nesse ínterim, a 24ª Brigada de Guardas, parte da 56ª Divisão de Infantaria (de Londres), lançou um ataque de flanco anfíbio da água à direita de Argenta Gap. Embora tenham ganhado uma posição, eles ainda estavam retidos em posições na Fossa Marina na noite de 14 de abril. A 78ª Divisão de Infantaria também foi detida naquele mesmo dia no rio Reno em Bastia.

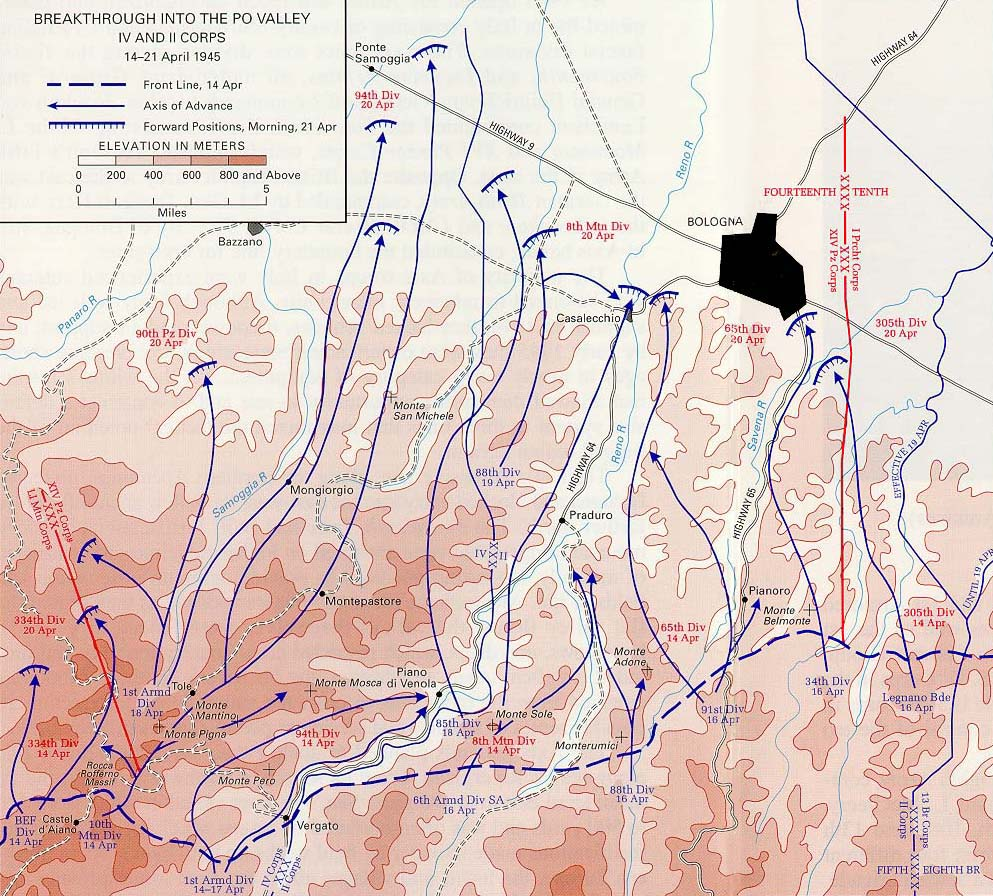
Ofensiva do 5º Exército, abril de 1945

O Quinto Exército iniciou seu assalto em 14 de abril após um bombardeio de 2.000 bombardeiros pesados e 2.000 canhões junto com ataques do IV Corpo (1º Brasileiro, 10ª Divisão de Montanha e 1ª Divisões Blindadas) à esquerda. Isso foi seguido na noite de 15 de abril pelo ataque do II Corpo de exército com a 6ª Divisão Blindada Sul-Africana e a 88ª Divisão de Infantaria avançando em direção a Bolonha entre as Rodovias 64 e 65 e as 91ª e 34ª Divisões de Infantaria ao longo da Rodovia 65. 
O progresso contra uma determinada defesa alemã foi lento, mas, no final das contas, o poder de fogo superior dos Aliados e a falta de reservas alemãs permitiram que os Aliados rompessem as defesas das montanhas e alcançassem as planícies do vale do Pó. A 10ª Divisão de Montanha foi instruída a contornar Bolonha pela direita e avançar para o norte, deixando o II Corpo de exército para lidar com Bolonha, junto com as unidades do Oitavo Exército avançando pela direita. 
Em 19 de abril, na frente do Oitavo Exército, o Argenta Gap foi forçado e a 6ª Divisão Blindada foi liberada através da ala esquerda do avanço da 78ª Divisão de Infantaria para virar à esquerda para correr para noroeste ao longo da linha do rio Reno para Bondeno e ligar junto com o Quinto Exército para completar o cerco dos exércitos alemães que defendiam Bolonha. 
No mesmo dia, o Comitê Italiano de Libertação Nacional do Norte da Itália, no comando do movimento de resistência italiano, ordenou uma insurreição geral; nos dias seguintes, combates entre guerrilheiros italianos e as forças alemãs e RSI eclodiram em Turim e Gênova (assim como em muitas outras cidades do norte da Itália), enquanto as forças alemãs se preparavam para se retirar de Milão.  Em todas as frentes, a defesa alemã continuou forte e eficaz, mas Bondeno foi capturado em 23 de abril. A 6ª Divisão Blindada ligou-se à 10ª Divisão de Montanha no dia seguinte em Finale, cerca de 8km a montante ao longo do rio Panaro de Bondeno. Bolonha foi inscrita na manhã de 21 de abril pela 3ª Divisão de Infantaria dos Cárpatos do II Corpo Polonês e do Friul O Grupo de Combate do Exército Co-beligerante italiano avançando pela linha da Rota 9, seguido duas horas depois pelo II Corpo de exército dos EUA vindo do sul.  Em 24 de abril, Parma e Reggio Emilia foram libertados pelos guerrilheiros. 

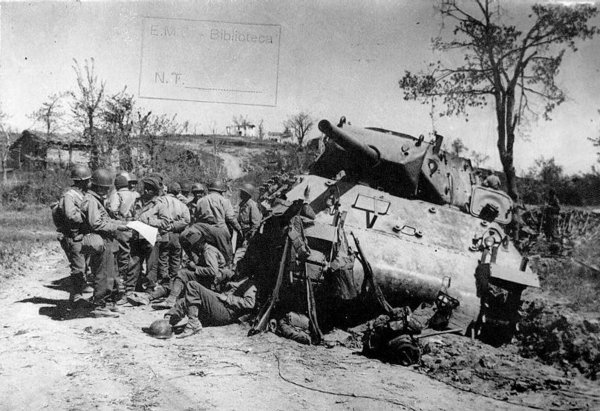
Infantaria brasileira descansando ao lado de um caça-tanques americano M10, abril de 1945

O IV Corpo continuou seu avanço para o norte e alcançou o rio Pó em San Benedetto em 22 de abril. O rio foi atravessado no dia seguinte e eles avançaram para o norte até Verona, onde entraram em 26 de abril. À direita do Quinto Exército na ala esquerda do Oitavo Exército, o XIII Corpo cruzou o Pó em Ficarolo em 22 de abril, enquanto o V Corpo cruzava o Pó em 25 de abril, dirigindo-se para a Linha Veneziana, uma linha defensiva construída atrás da linha do rio Adige.
À medida que as forças aliadas avançavam pelo Pó, no flanco esquerdo, a Divisão Brasileira, a 34ª Divisão de Infantaria e a 1ª Divisão Blindada do IV Corpo foram empurradas para oeste e noroeste ao longo da linha da Rodovia 9 em direção a Piacenza e através do Pó para selar possíveis rotas de fuga na Áustria e na Suíça via Lago de Garda.   Em 27 de abril, a 1ª Divisão Blindada entrou em Milão, que havia sido libertada pelos guerrilheiros em 25 de abril, e o comandante do IV Corpo Willis D. Crittenberger entrou na cidade em 30 de abril  Turim também foi libertada pelas forças guerrilheiras em 25 de abril, após cinco dias de combates. Em 27 de abril, o general Günther Meinhold entregou seus 14.000 soldados aos guerrilheiros em Gênova.  Ao sul de Milão, em Collecchio-Fornovo, a Divisão Brasileira engarrafou os remanescentes efetivos de duas divisões alemãs junto com as últimas unidades do Exército Nacional Republicano, fazendo 13.500 prisioneiros em 28 de abril  No flanco da extrema direita aliada, o V Corps, encontrado por menor resistência, atravessou a Linha Veneziana e entrou em Pádua nas primeiras horas de 29 de abril para descobrir que os guerrilheiros haviam trancado a guarnição alemã de 5.000. 

## Consequências
Negociações secretas de rendição entre representantes dos alemães e aliados ocidentais ocorreram na Suíça (Operação Crossword) em março, mas resultaram apenas em protestos dos soviéticos de que os aliados ocidentais estavam tentando negociar uma paz separada. Em 28 de abril, Vietinghoff enviou emissários ao quartel-general do Exército Aliado. Em 29 de abril, eles assinaram um instrumento de rendição no Palácio Real de Caserta declarando que as hostilidades terminariam formalmente em 2 de maio  A confirmação de Vietinghoff não chegou ao quartel-general do 15º Grupo de Exércitos até a manhã de 2 de maio. Descobriu-se que Kesselring teve sua autoridade como Comandante do Ocidente estendida para incluir a Itália e substituiu Vietinghoff pelo General Friedrich Schulz do Grupo de Exércitos G ao saber dos planos. Após um período de confusão, durante o qual chegou a notícia da morte de Hitler, Schulz obteve o acordo de Kesselring para a rendição e Vietinghoff foi reintegrado para ver isso passar. 
Em 1º de maio de 1945, o Chefe do Estado-Maior do Exército Nacional Republicano, Marechal Rodolfo Graziani, anunciou a rendição incondicional da República Social Italiana e ordenou que as forças sob seu comando depusessem as armas. O tenente-general Max-Josef Pemsel, chefe do Estado-Maior do Exército da Ligúria, composto por três divisões alemãs e três italianas, seguiu as ordens de Graziani e declarou em uma mensagem de rádio: "Confirmo sem reservas as palavras de meu comandante, marechal Graziani. Você deve obedecer suas ordens." 